# Lean Six Sigma

Struttura organizzativa del Lean Six Sigma

Per Lean Six Sigma si intende una concezione manageriale che combina la filosofia di produzione Lean e il programma di gestione della qualità, Six Sigma, programma che ha come obiettivo l'eliminazione di otto tipi di sprechi/ muda  ed un'accresciuta capacità di performance. Il termine "Six Sigma" è statisticamente basato sull'approvvigionamento di beni e servizi ad altissimo livello.
Il concetto di Lean Six Sigma fu pubblicato per la prima volta nel 2002, nel libro, "Lean Six Sigma: Combining Six Sigma with Lean Speed", di Michael George e Peter Vincent: "The activites that cause the customer's critical-to-quality issues and create the longest time delays in any process offer the greatest opportunity for improvement in cost, quality, capital and lead time". Il Lean Six Sigma utilizza alcune fasi identificate nell'acronimo, D.M.A.I.C. simili a quelle del Six Sigma. Il progetto comprende fasi di eliminazione degli sprechi del Lean e i progetti del Six Sigma basato sulla criticità delle caratteristiche qualitative. Il set di attrezzi D.M.A.I.C. del Lean Six Sigma comprende tutti gli strumenti del Lean e del Six Sigma. L'addestramento per il Lean Six Sigma è fornito tramite un sistema simile a quello del Six Sigma. La cosiddetta "cintura del personale", in analogia al karate, viene divisa in "white belts", "yellow belts", "green belts", "black belts" and "master black belts".
Per ogni "cintura" è disponibile un set di abilità che descrive quali, di tutti gli strumenti del Lean Six Sigma, ci si aspetta siano parte di un certo livello. Questi set di abilità forniscono una descrizione dettagliata degli elementi d'apprendimento che un partecipante acquisirà dopo aver completato il programma d'addestramento. I set di abilità riflettono elementi del Six Sigma, del Lean e di altri metodi di miglioramento del processo come il TOC (Theory of Constraints), il TPM (Total Productive Maintenance) e il WCM (World Class Manufacturing).
Dall'esperienza appare importante prendere in considerazione nei progetti Lean Six Sigma anche l'automazione. Infatti, diversi anni di applicazione alla General Electric è stato dimostrato che il beneficio  del progetto Lean Six Sigma proviene per circa il 50% da modifiche organizzative e di sistema, e nel 50% dall'automazione.